# Enziangewächse
Die Enziangewächse (Gentianaceae) sind eine Pflanzenfamilie in der Ordnung der Enzianartigen (Gentianales). Die etwa 80 bis 87 Gattungen mit 900 bis 1655 Arten sind weltweit vertreten.

## Beschreibung

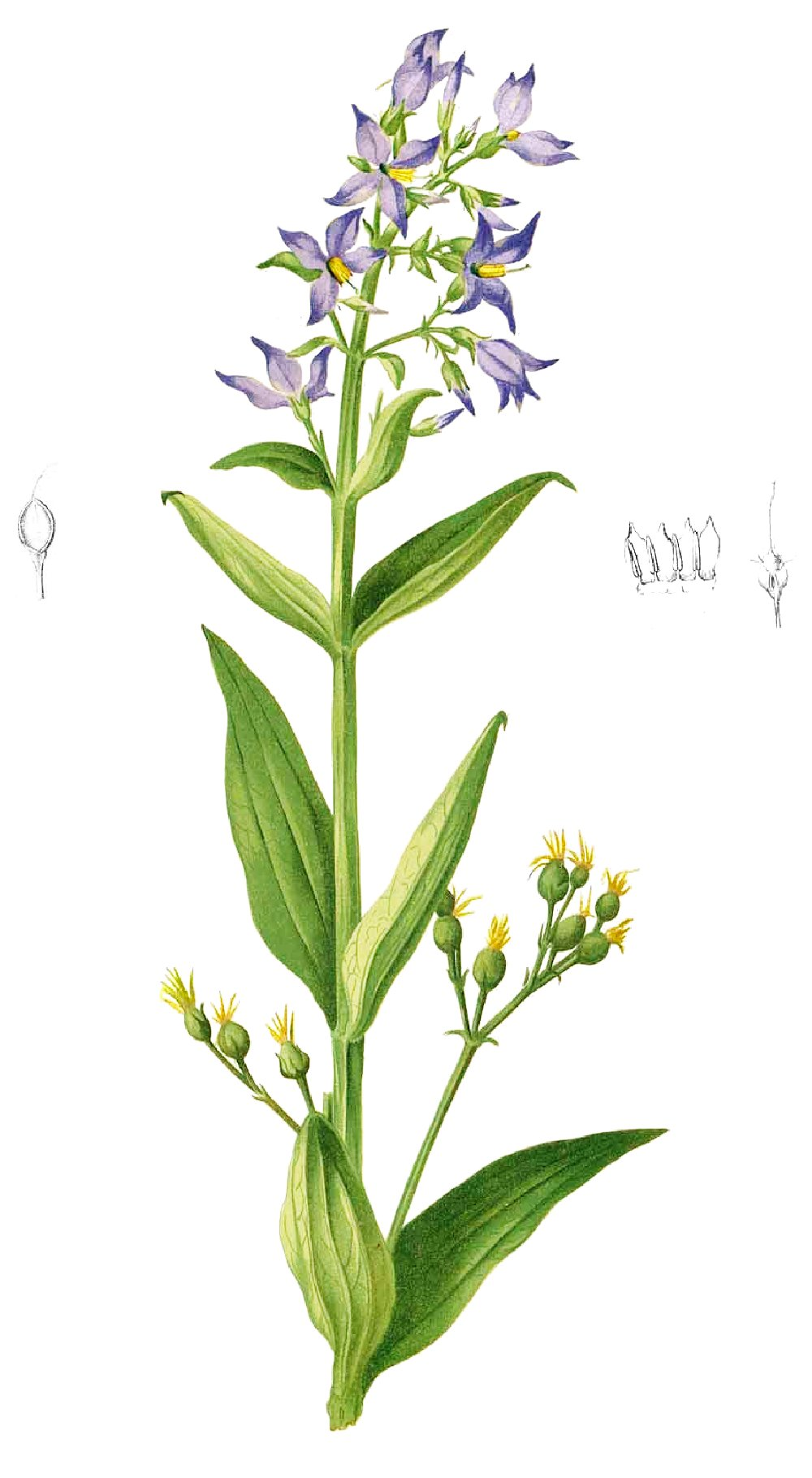
Illustration von Exacum tetragonum

### Erscheinungsbild und Blätter
Es sind meist ein-, zweijährige oder ausdauernde krautige Pflanzen, seltener verholzende Pflanzen: Sträucher, Bäume oder Lianen. Alle Pflanzenteile sind unbehaart.
Die meist gegenständigen, ungestielten Laubblätter sind einfach und glattrandig. Bei einigen Taxa sind die sich gegenüberstehenden Blätter teilweise durch eine verdickte Leiste verbunden. Bei manchen krautigen Arten sind die Laubblätter grundständig konzentriert. Nebenblätter fehlen.

### Blütenstände und Blüten
Die Blüten stehen einzeln, in end- oder in achselständigen Blütenständen, meist handelt es sich um ein einfaches oder zusammengesetztes Dichasium, mit oder ohne Hochblätter. Die zwittrigen Blüten sind fast immer radiärsymmetrisch und meist vier- oder fünfzählig. Die vier oder fünf (selten bis zu zwölf) Kelchblätter sind mindestens an der Basis verwachsen. Die vier oder fünf (selten bis zu zwölf) meist großen und auffällig gefärbten Kronblätter sind mindestens an der Basis verwachsen (Sympetalie). Es ist nur ein Kreis mit vier oder fünf (selten bis zu zwölf) Staubblättern vorhanden; sie sind mit der Kronröhre verwachsen. Kelch-, Kron- und Staubblätter sind je Blüte immer in gleich großer Anzahl vorhanden. Zwei Fruchtblätter sind zu einem oberständigen Fruchtknoten verwachsen. Einige Arten sind heterostyl. Die Bestäubung erfolgt meist durch Insekten (Entomophilie).

### Früchte und Samen
Es werden meist zweiklappige Kapselfrüchte gebildet mit meist vielen Samen; sehr selten sind Beeren mit wenigen Samen. Die kleinen Samen enthalten Öl und können geflügelt oder ungeflügelt sein.

### Inhaltsstoffe
Besonders bei den krautigen Taxa sind häufig Bitterstoffe vorhanden, es handelt sich um Secoiridoide.

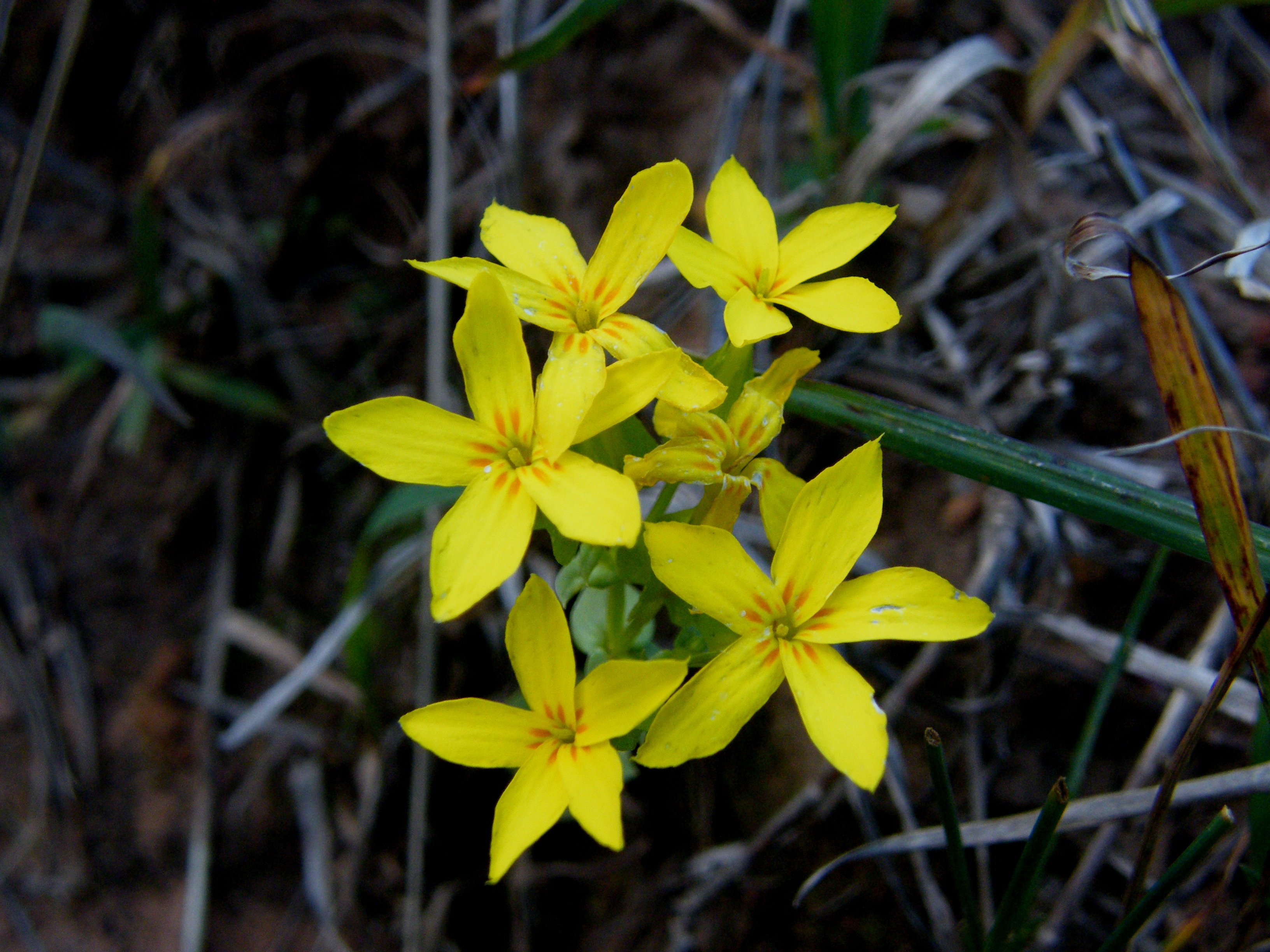
Tribus Exaceae: Blütenstand von oben von Sebaea exacoides

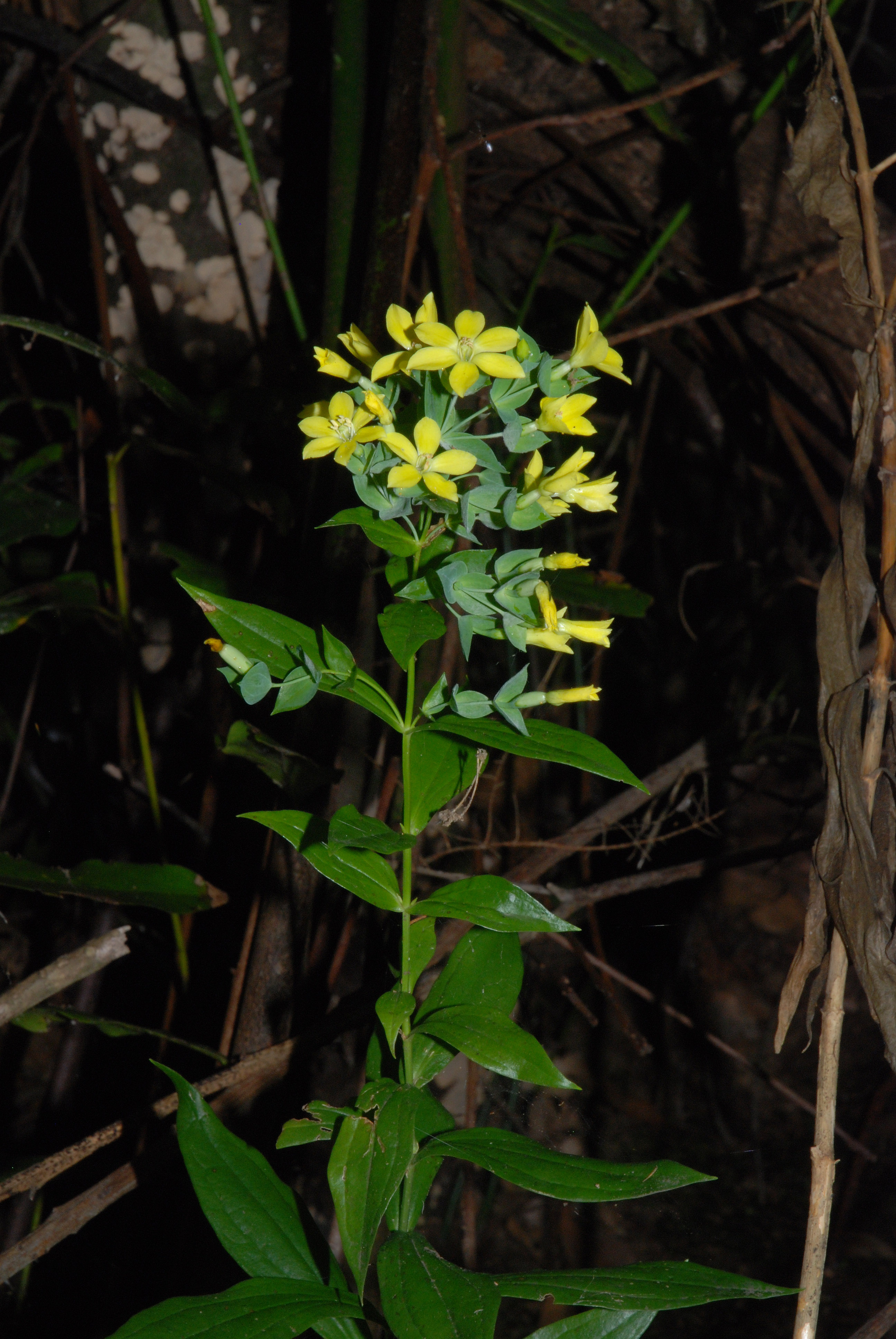
Tribus Chironieae: Habitus, Laubblätter und Blütenstand von Ixanthus viscosus

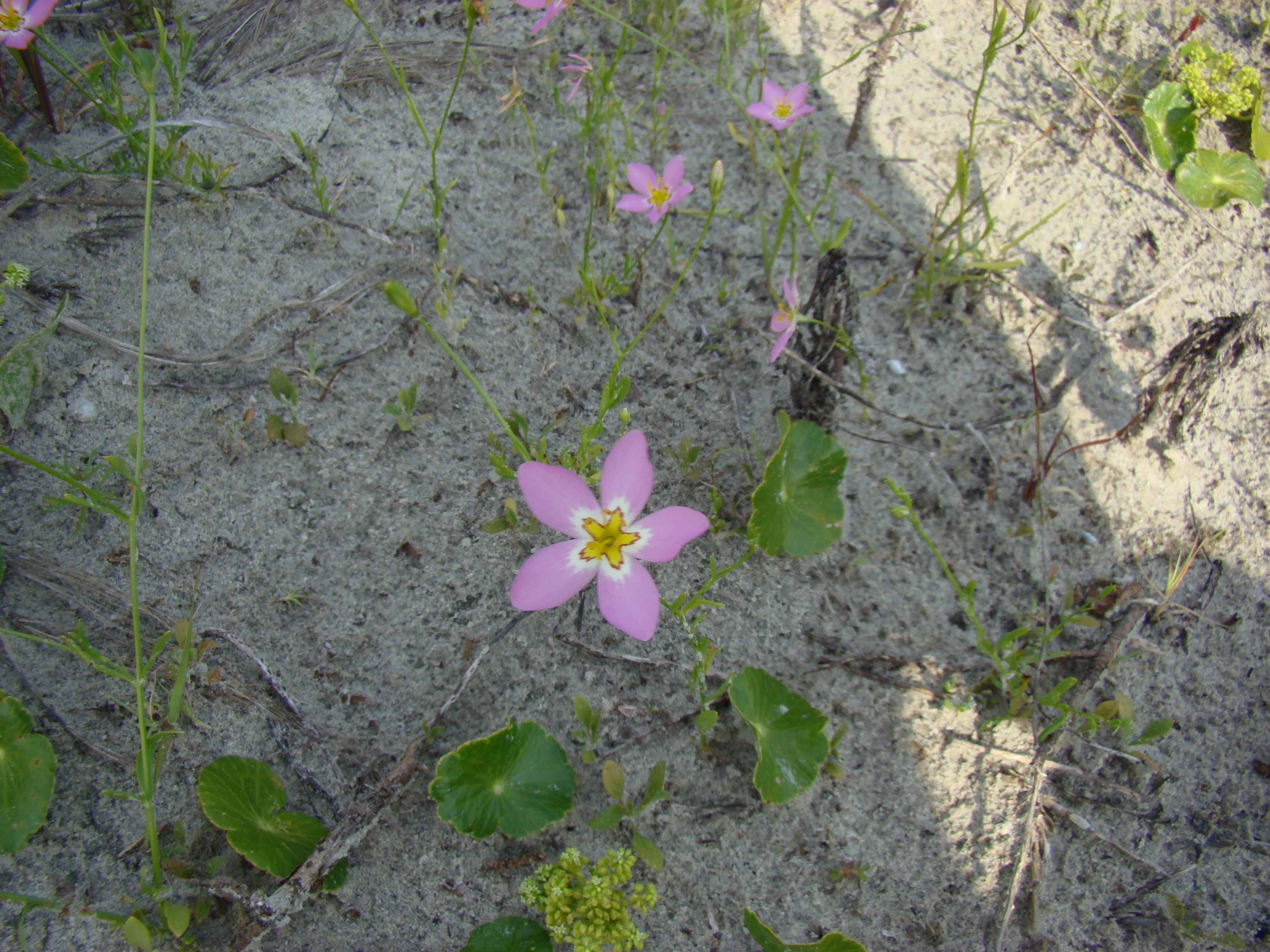
Tribus Chironieae: Sabatia stellaris im Habitat

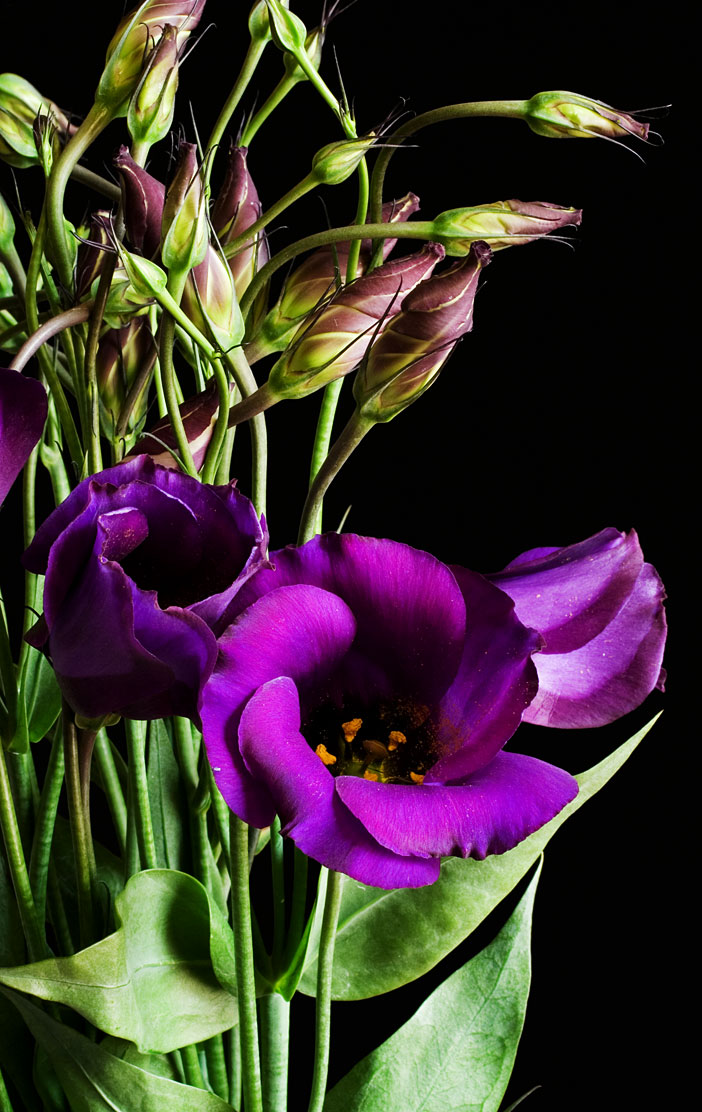
Tribus Chironieae: Von Eustoma grandiflorum wurden Sorten für den Schnittblumenanbau gezüchtet

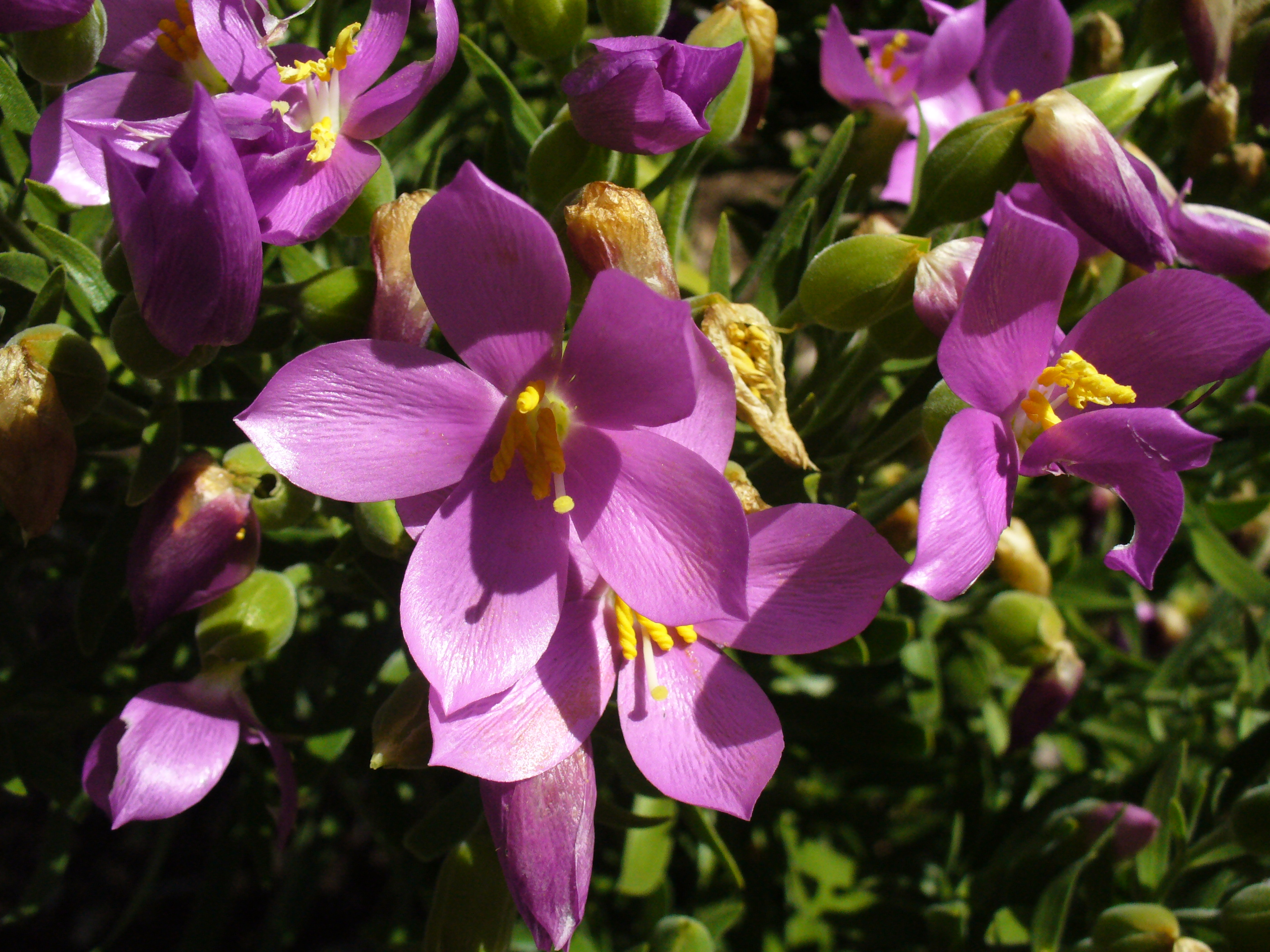
Tribus Chironieae: Blüten von Orphium frutescens

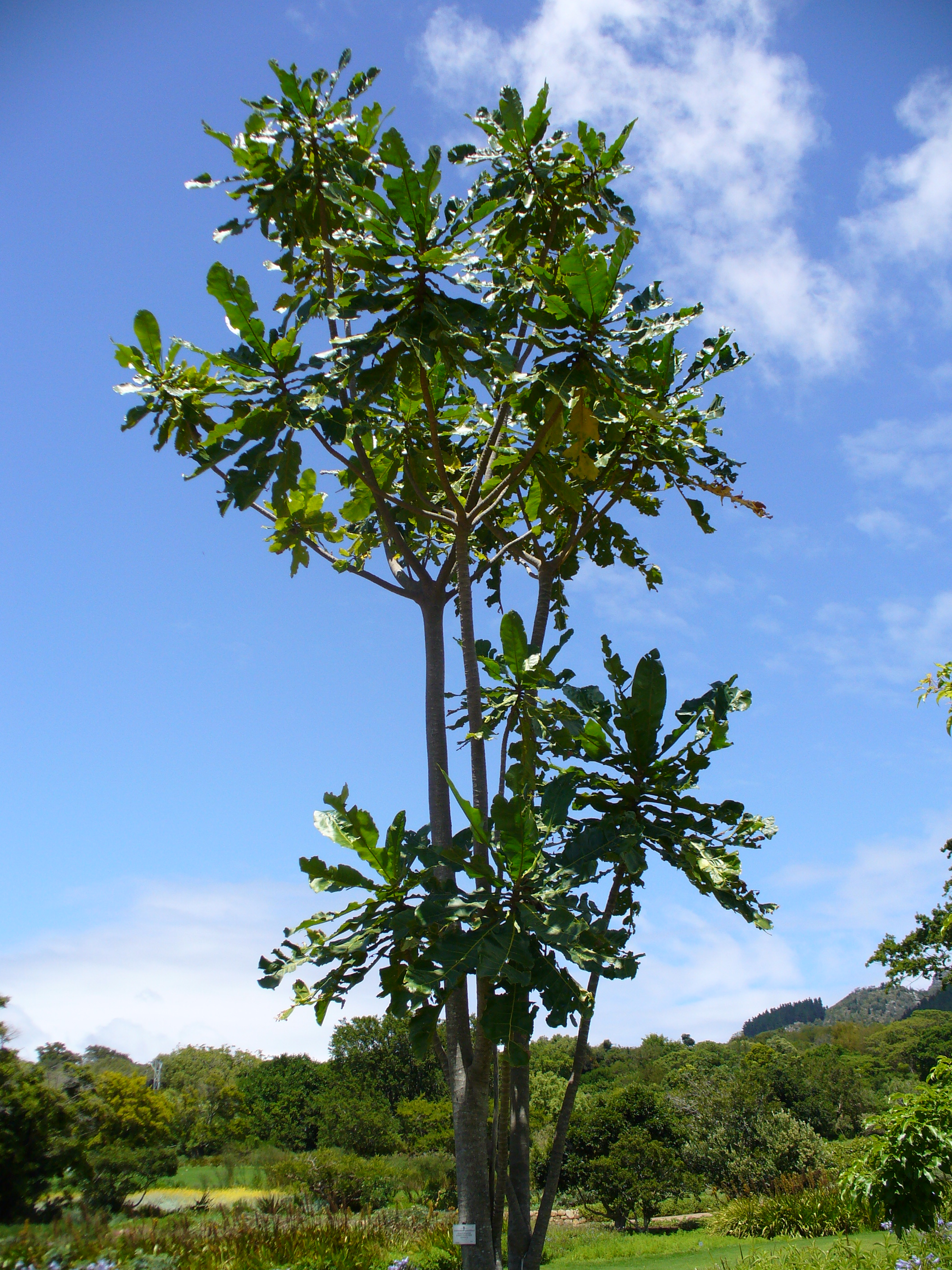
Tribus Potalieae: Anthocleista grandiflora wächst als Baum

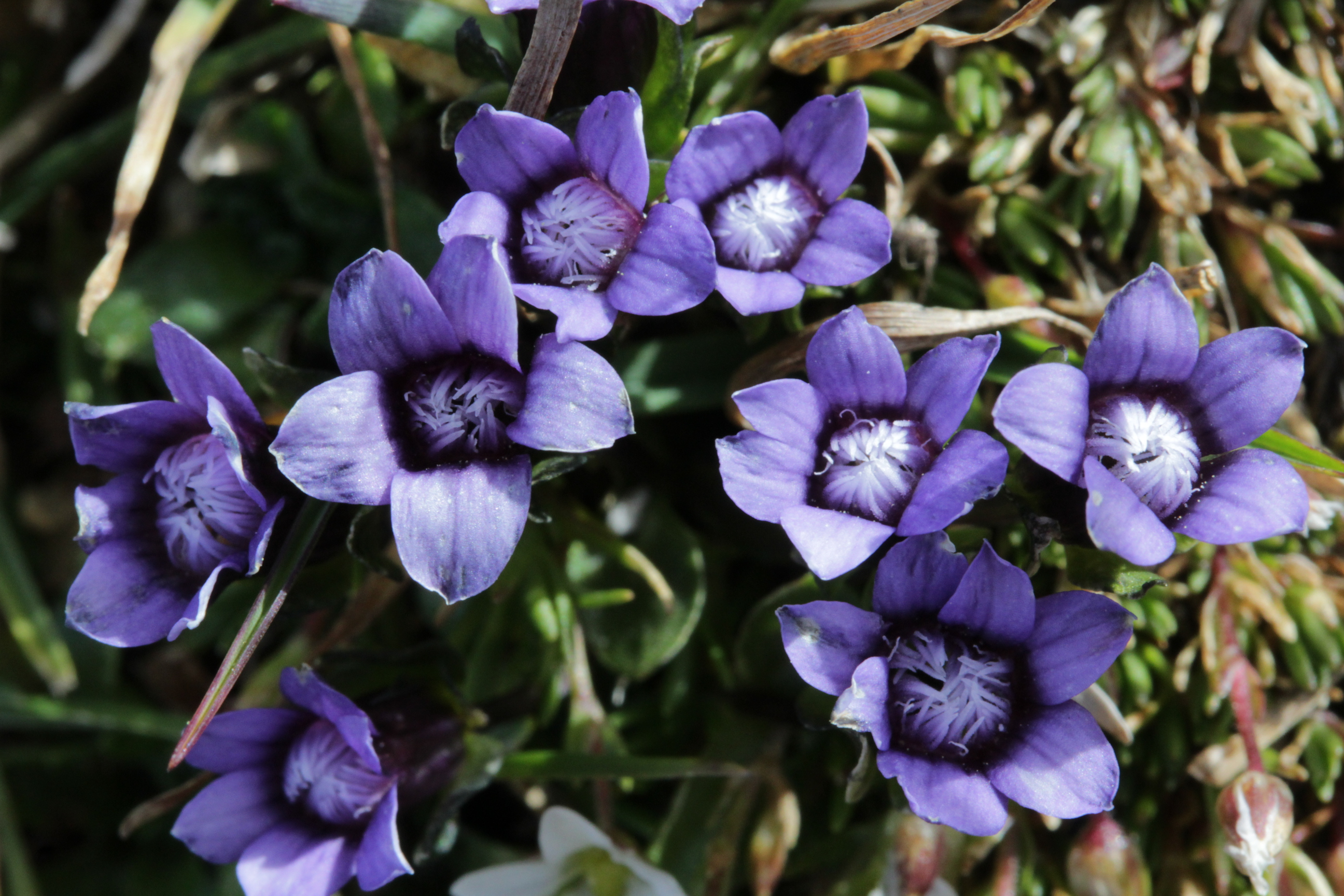
Tribus Gentianeae: Zwerg-Haarschlund (Comastoma nanum)

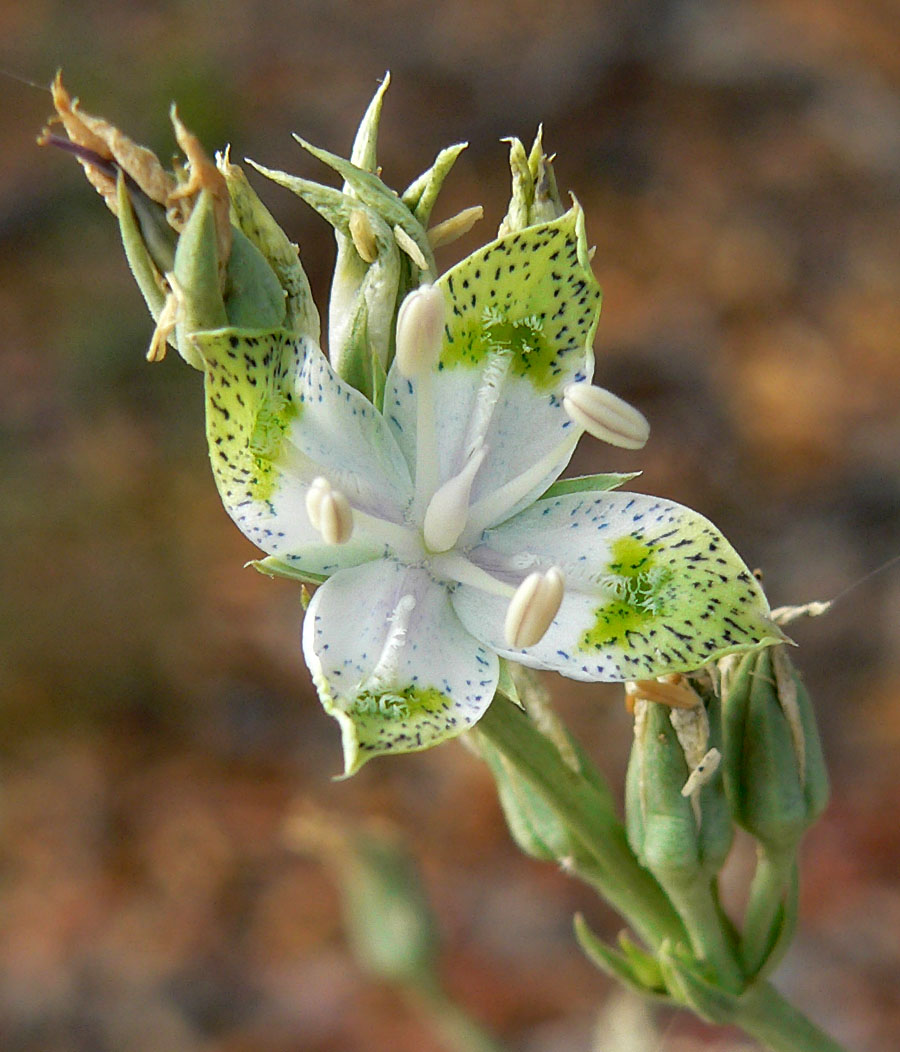
Tribus Gentianeae: Ausschnitt eines Blütenstandes von Frasera albomarginata

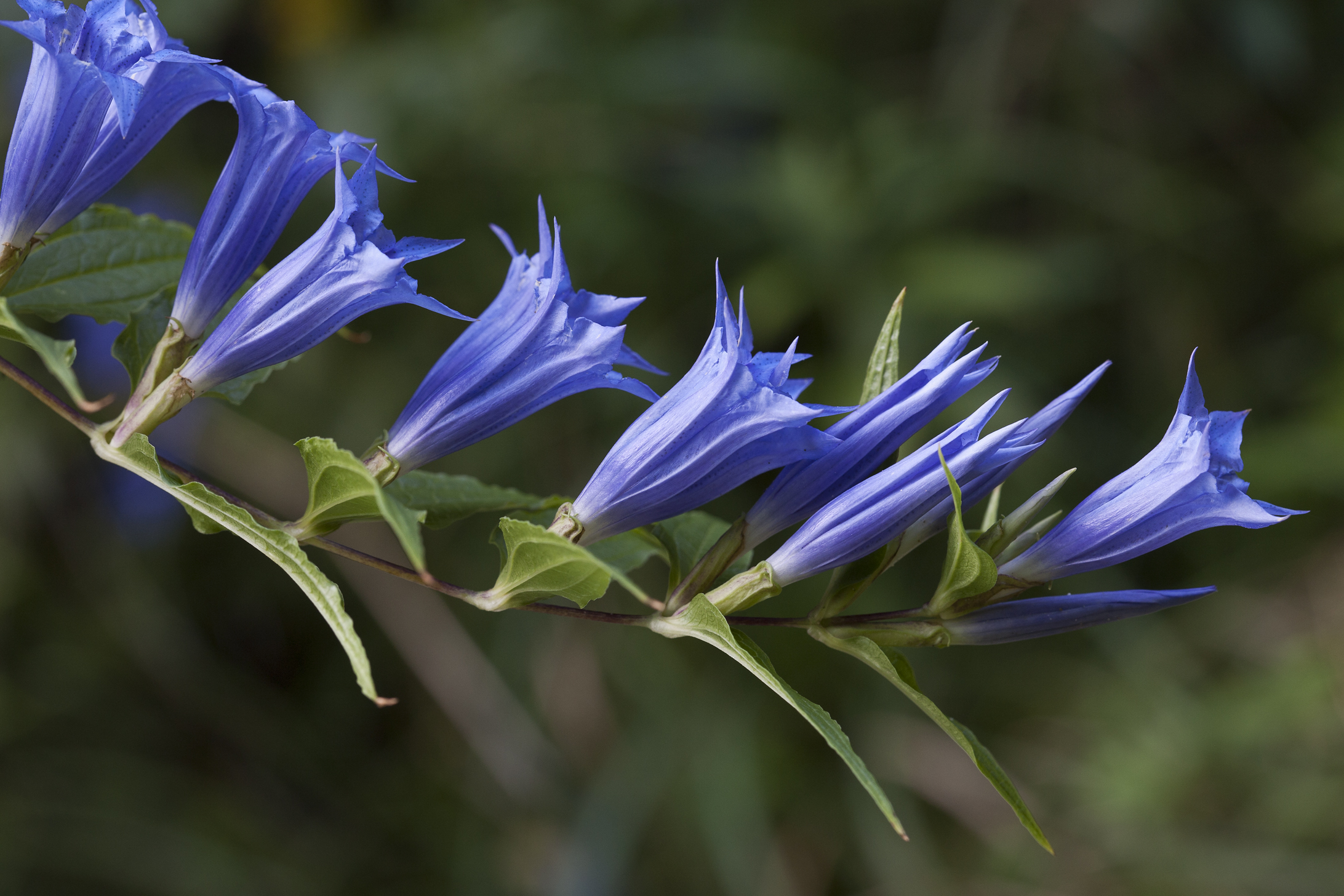
Tribus Gentianeae: Schwalbenwurz-Enzian (Gentiana asclepiadea)

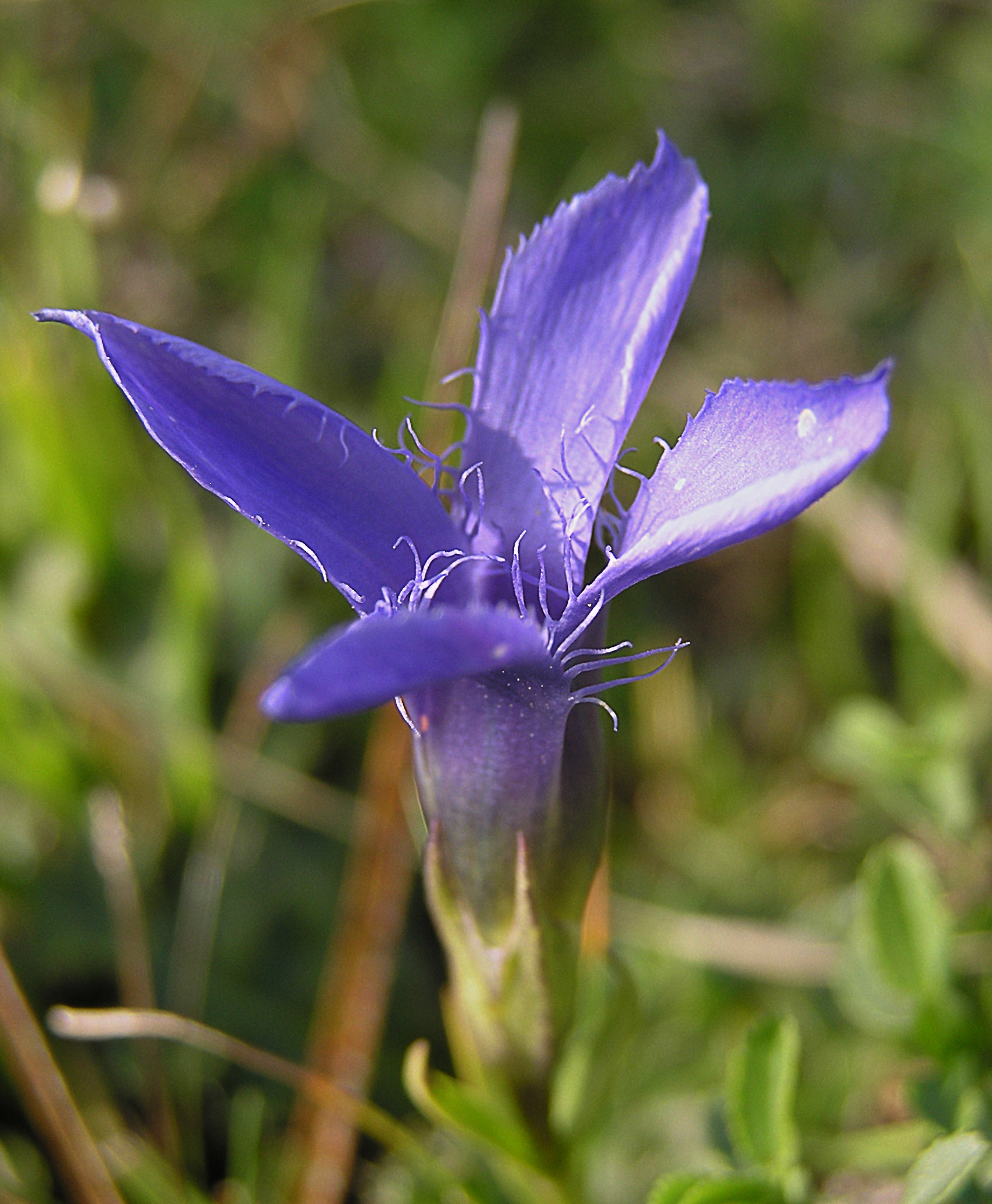
Tribus Gentianeae: Gewöhnlicher Fransenenzian (Gentianopsis ciliata)

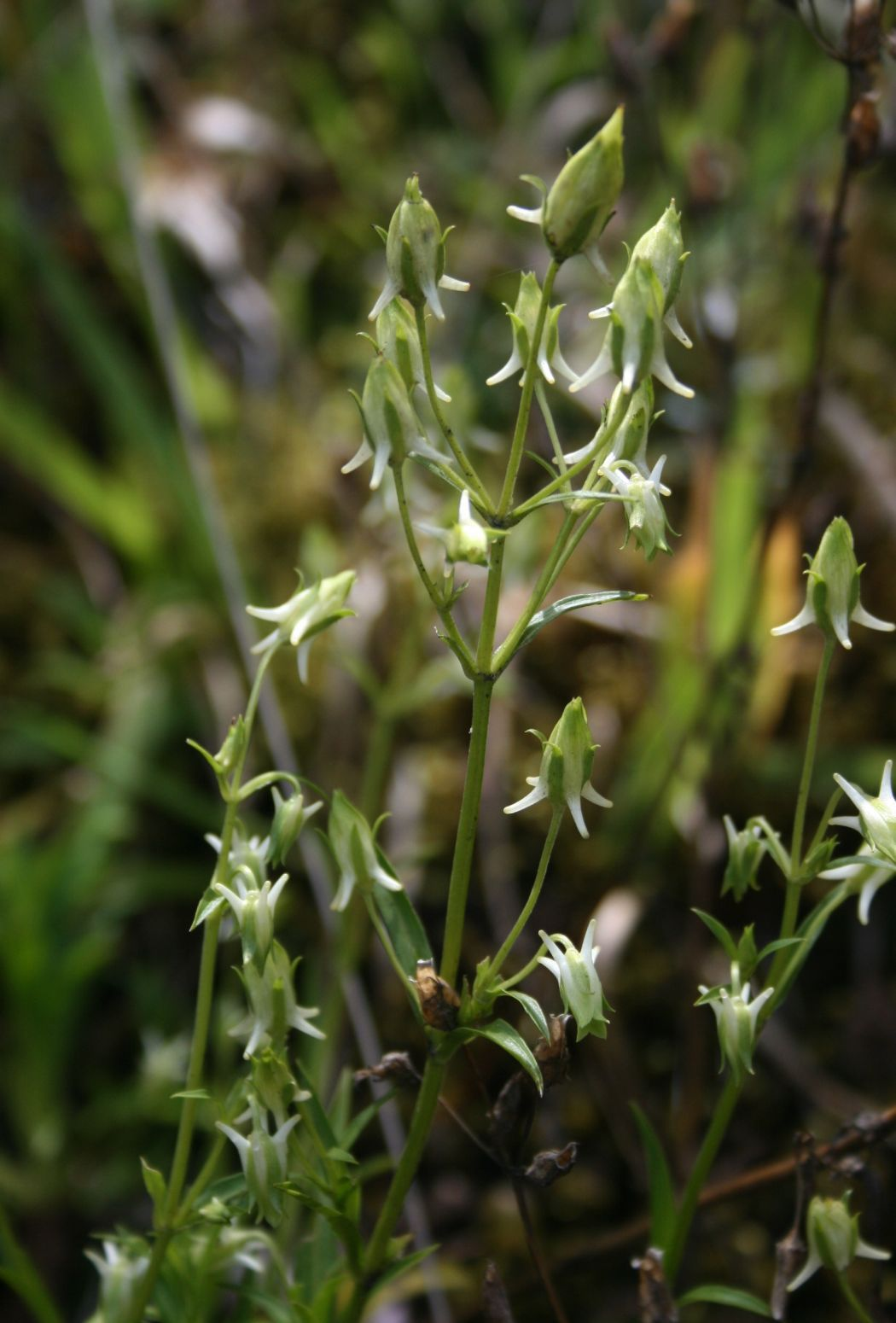
Tribus Gentianeae: Ausschnitt eines Blütenstandes von Halenia rhyacophila

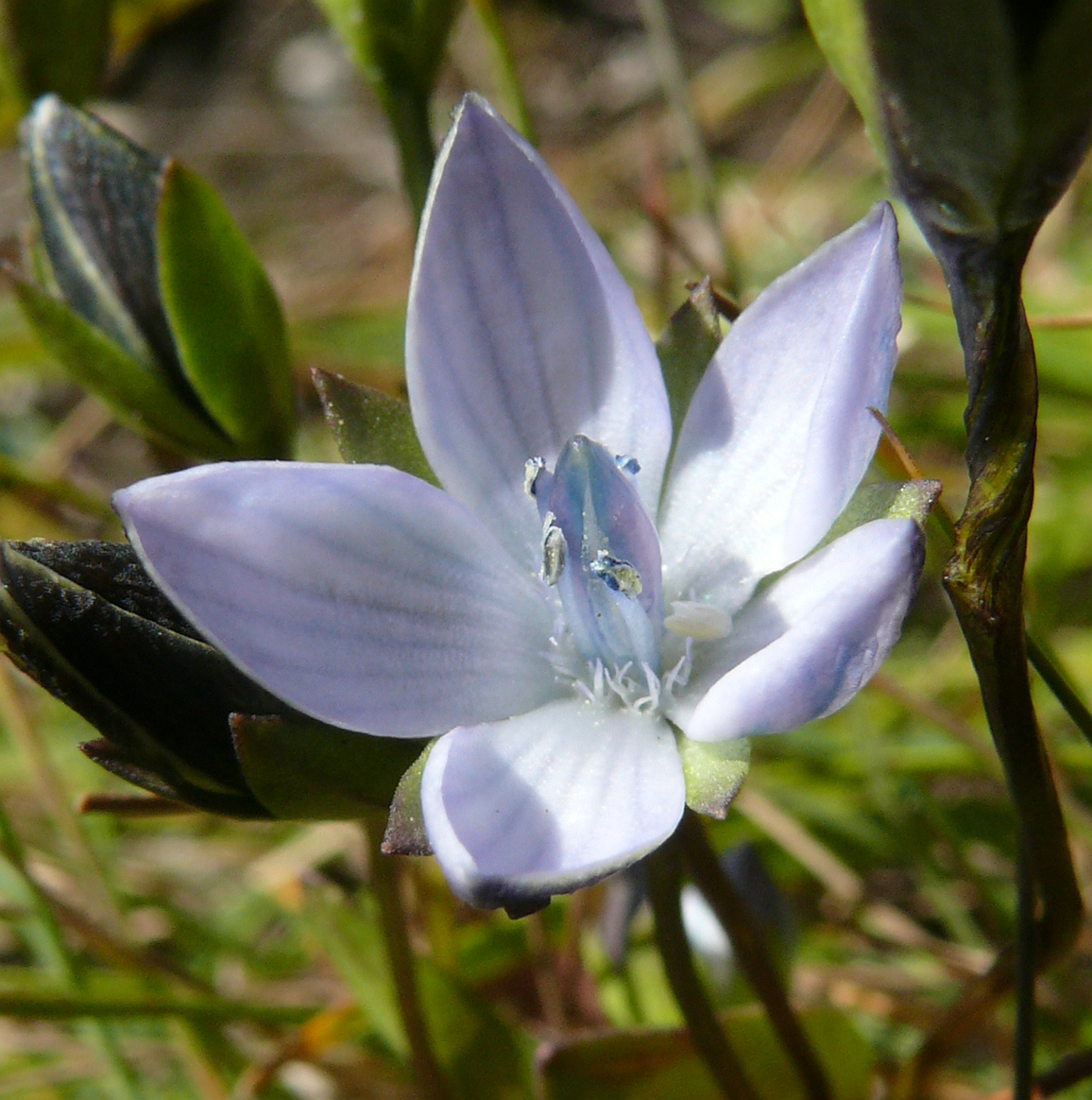
Tribus Gentianeae: Blüte des Kärntner Tauernblümchen (Lomatogonium carinthiacum)

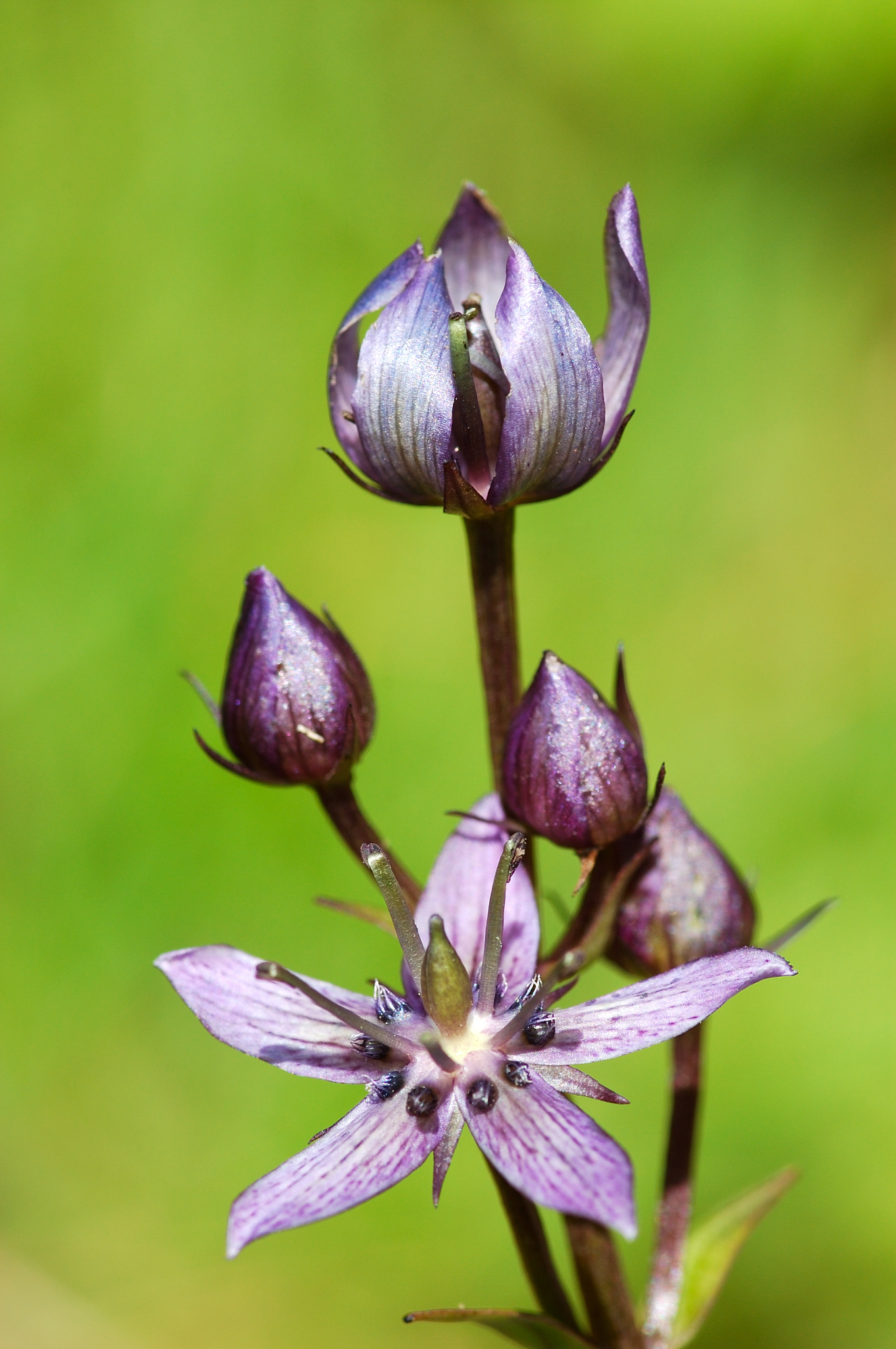
Tribus Gentianeae: Sumpfenzian (Swertia perennis)

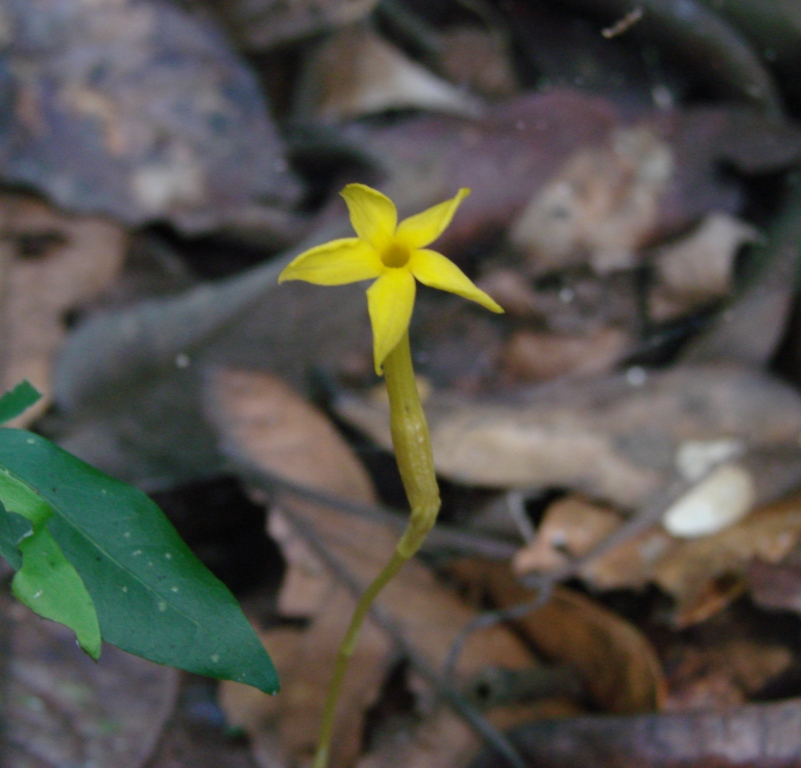
Blüte von Voyria aphylla

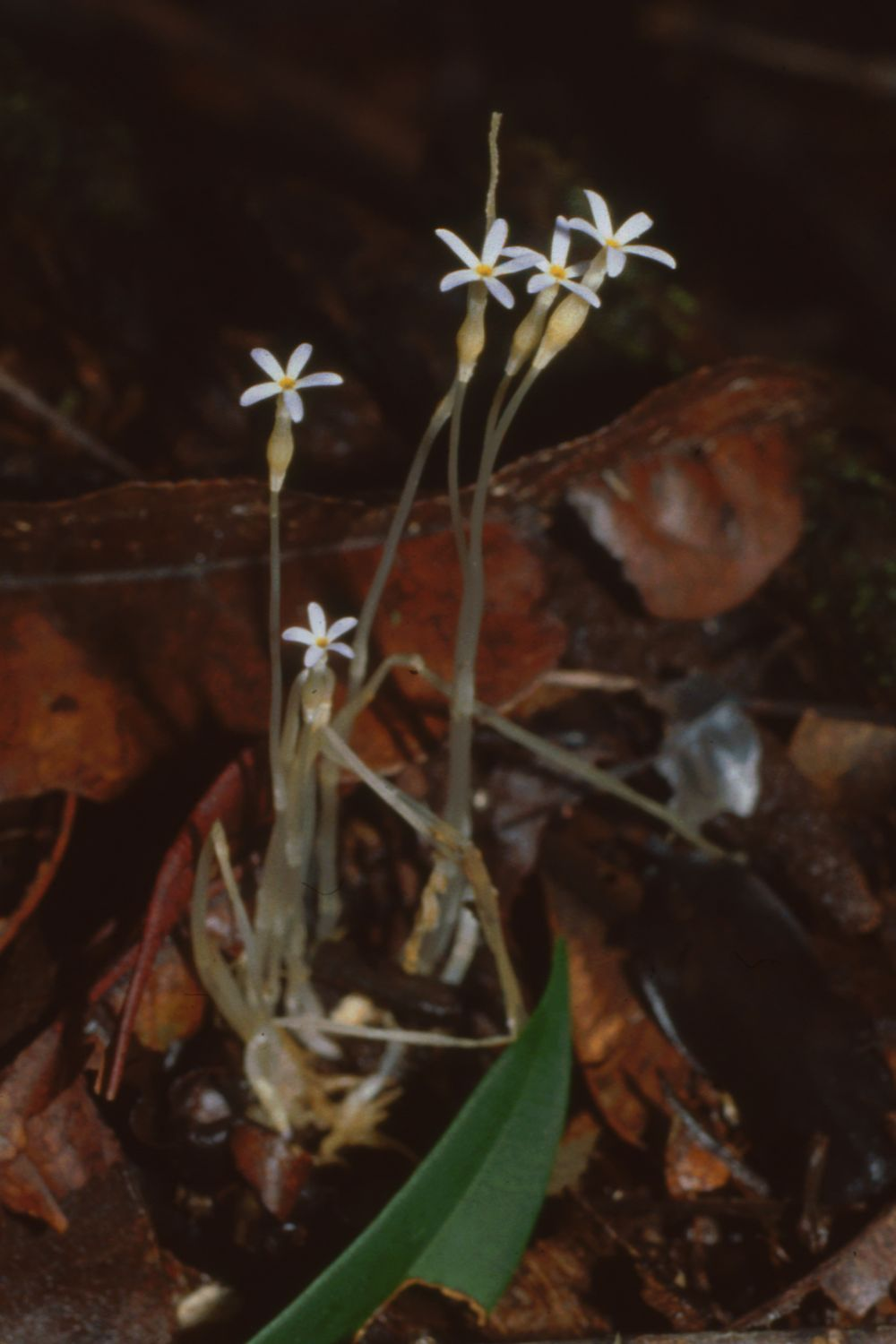
Voyria tenella

## Systematik
Diese Familie wurde 1789 unter dem Namen „Gentianae“ durch Antoine Laurent de Jussieu in Genera Plantarum, 141 aufgestellt. Typusgattung ist Gentiana L. Die Taxa der früheren Familien: Chironiaceae Bercht. & J.Presl, Coutoubeaceae Mart., Potaliaceae Mart., Saccifoliaceae Maguire & Pires sind heute in der Familie der Gentianaceae enthalten.
Die Familie Gentianaceae wird in sechs Tribus gegliedert mit etwa 80 bis 87 (bis 95) Gattungen und 900 bis 1655 Arten:
- Tribus Saccifolieae (Maguire & Pires) Struwe, Thiv, V.A.Albert & Kadereit: Sie enthält vier bis fünf Gattungen mit etwa 19 Arten im tropischen Südamerika:
  - Curtia Cham. & Schltdl.: Die etwa acht Arten sind von Mexiko über Zentralamerika bis Argentinien verbreitet und fehlen in der Andenregion.[3]
  - Hockinia Gardner: Sie enthält nur eine Art:
    - Hockinia montana Gardner: Sie kommt im östlichen Brasilien vor.[4]

  - Saccifolium Maguire & Pires: Sie enthält nur eine Art:
    - Saccifolium bandeirae Maguire & Pires: Sie kommt im Hochland von Guayana[4] an der Grenze von Brasilien und Venezuela[3] vor.

  - Tapeinostemon Benth.: Die etwa sieben Arten sind im nordöstlichen Südamerika verbreitet.[4][3]
  - Voyriella Miq.: Sie enthält nur eine Art:
    - Voyriella parviflora (Miq.) Miq. (Syn.: Voyria parviflora Miq., Voyriella oxycarpha Sandwith): Sie ist im nordöstlichen[4] tropischen Südamerika und Panama verbreitet.[3]

- Tribus Exaceae Colla: Sie enthält sechs Gattung mit etwa 165 Arten in der Paläotropis:
  - Cotylanthera Blume (manchmal in Exacum L.): Bei den etwa vier Arten enthalten die Blätter wenig oder kein Chlorophyll. Die nur vier Arten sind im nordöstlichen Indien, Bhutan, Nepal, Myanmar, China, Thailand, Indonesien und auf den Philippinen verbreitet.[5]
  - Bitterblatt (Exacum L.): Die etwa 65 Arten sind in der Paläotropis verbreitet.
  - Gentianothamnus Humbert: Sie enthält nur eine Art:
    - Gentianothamnus madagascariensis Humbert: Sie kommt nur auf Madagaskar vor.[4]

  - Ornichia Klack.: Die etwa drei Arten kommen nur auf Madagaskar vor.[4]
  - Sebaea Sol. ex R.Br.: Die etwa 60 bis 100 Arten sind von Afrika bis Indien, Australien und Neuseeland verbreitet.[4]
  - Tachiadenus Griseb.: Die etwa elf Arten kommen nur auf Madagaskar vor.[4]

- Tribus Chironieae (G.Don) Endlicher: Sie wird in zwei Subtribus gegliedert und enthält etwa 26 Gattungen mit etwa 159 Arten:
  - Subtribus Chironiinae:
    - Bisgoeppertia Kuntze: Die nur drei Arten kommen nur auf den Großen Antillen vor. Zwei Arten gedeihen auf Böden über Serpentin, die eine nur im westlichen und die andere nur im östlichen Kuba. Die dritte Art kommt nur in der Dominikanischen Republik auf Hispaniola vor.[6]
    - Bitterenziane oder Bitterlinge (Blackstonia Huds.): Die etwa vier Arten kommen in Europa und im Mittelmeerraum vor.[4]
      - Spät-Bitterling (Blackstonia acuminata (W.D.J.Koch & Ziz) Domin)
      - Blackstonia grandiflora Pau
      - Blackstonia imperfoliata (L. f.) Samp.
      - Durchwachsenblättriger Bitterling (Blackstonia perfoliata (L.) Huds.)

    - Tausendgüldenkraut (Centaurium Hill): Die etwa 20 Arten kommen in Eurasien und Nordafrika vor.[4]
    - Chironia L.: Die etwa 15 Arten sind in Afrika und Madagaskar verbreitet.[4]
    - Cicendia Adans.: Von den nur zwei Arten kommt eine im westlichen Europa sowie im Mittelmeerraum und eine in Kalifornien sowie im westlichen Südamerika vor.[4][3]
    - Prärie-Enziane (Eustoma Salisb.): Die etwa drei Arten sind vom südlichen Nordamerika bis ins nördliche Südamerika verbreitet.[4]
    - Exaculum Caruel: Sie enthält nur eine Art:
      - Exaculum pusillum (Lam.) Caruel: Sie kommt in Südwesteuropa und westlichen Nordafrika, also im westlichen Mittelmeerraum vor.[7]

    - Geniostemon Engelm. & A.Gray: Die etwa fünf Arten kommen in Mexiko vor.[4]
    - Gyrandra Griseb.: Die etwa fünf Arten sind in Zentralamerika verbreitet.[3]
    - Ixanthus Griseb.: Sie enthält nur eine Art:
      - Kanarenenzian (Ixanthus viscosus (Sm.) Griseb.): Er kommt auf den Kanaren vor.[4]

    - Orphium E.Mey.: Die nur zwei Arten sind im südlichen Afrika verbreitet.[4]
    - Sabatia Adans. (Syn.: Lapithea Griseb.): Die etwa 20 Arten sind von Nord- bis Mittelamerika und auf karibischen Inseln verbreitet.[4]
    - Schenkia Griseb.: Die etwa fünf Arten kommen in Eurasien, im Mittelmeergebiet, in Australien und auf pazifischen Inseln vor.[4]
    - Zeltnera G.Mans.: Die etwa 25 Arten sind Nord-, Zentral- und Südamerika (Kolumbien, Ecuador sowie Peru) verbreitet.[3]
    - Zygostigma Griseb.: Sie enthält nur eine Art:
      - Zygostigma australe (Cham. & Schltdl.) Griseb.: Sie kommt in Brasilien, Uruguay und Argentinien vor.[4][3]

  - Subtribus Canscorinae Thiv & Kadereit: Sie enthält sechs Gattungen:
    - Canscora Lam.: Die etwa neun Arten sind in den Tropen verbreitet.
    - Cracosna Gagnep.:Die etwa drei Arten sind in Südostasien verbreitet.[4]
    - Hoppea Willd.: Die etwa zwei Arten kommen ursprünglich in Indien, Sri Lanka und Myanmar vor und sind in Afrika, Australien und den Philippinen Neophyten.[4]
    - Microrphium C.B.Clarke: Die etwa zwei Arten kommen in Malesien und den Philippinen vor.[4]
    - Phyllocyclus Kurz: Die etwa fünf Arten kommen von Myanmar bis ins südliche Dhina vor.[4]
    - Schinziella Gilg: Sie enthält nur eine Art:
      - Schinziella tetragona (Schinz) Gilg: Sie ist im tropischen Afrika verbreitet.[4]

  - Subtribus Coutoubeinae: Sie enthält fünf Gattungen:
    - Coutoubea Aubl.: Die etwa fünf Arten sind von Zentralamerika bis ins nördliche tropische Südamerika verbreitet.[4][3]
    - Deianira Cham. & Schltdl.: Die etwa fünf bis sieben Arten sind in Brasilien und Bolivien verbreitet.[4][3]
    - Schultesia Mart.: Die etwa 21 Arten sind in den Tropen, außer in Asien, verbreitet.[3]
    - Symphyllophyton Gilg: Sie enthält nur eine Art:
      - Symphyllophyton caprifolioides Gilg: Sie kommt im südlichen Brasilien vor.[3]

    - Xestaea Griseb.: Sie enthält nur eine Art:
      - Xestaea lisianthoides Griseb.: Sie kommt in Venezuela vor.

- Tribus Helieae Gilg: Sie enthält etwa 22 Gattungen mit etwa 190 Arten in der Neotropis:
  - Adenolisianthus (Progel) Gilg: Sie enthält nur eine Art:
    - Adenolisianthus arboreus (Spruce ex Progel) Gilg (Syn.: Lisianthus arboreus Spruce ex Progel, Helia arborea (Spruce ex Progel) Kuntze, Irlbachia alata subsp. arborea (Spruce ex Progel) J.G.M.Pers. & Maas, Chelonanthus fruticosus Maguire & Boom): Sie ist Kolumbien, Brasilien und Venezuela verbreitet.[3]

  - Aripuana Struwe, Maas, & V.Albert: Sie enthält nur eine Art:
    - Aripuana cullmaniorum Struwe, Maas, & V.Albert: Sie ist im brasilianischen südöstlichen Amazonasgebiet verbreitet.[3]

  - Calolisianthus Gilg: Die etwa sechs Arten sind Brasilien und Bolivien verbreitet.[3]
  - Celiantha Maguire: Die nur drei Arten sind im nördlichen Südamerika verbreitet.[3]
  - Chelonanthus Gilg: Die etwa zehn Arten sind von Mexiko über Zentral- bis Südamerika verbreitet.[3]
  - Chorisepalum Gleason & Wodehouse: Die etwa fünf Arten sind Venezuela bis Surinam verbreitet.[3]
  - Helia Mart.: Die nur zwei Arten sind von Brasilien bis Paraguay verbreitet.[3]
  - Irlbachia Mart.: Die etwa neun Arten sind in Kolumbien, Venezuela, Brasilien und den Guyanas verbreitet.[3]
  - Lagenanthus Gilg: Sie enthält nur eine Art:
    - Lagenanthus princeps (Lindl.) Gilg (Syn.: Lehmanniella princeps (Lindl.) J.E.Simonis ex P.J.M.Maas, Lisianthus princeps Lindl.): Sie ist im nördlichen Südamerika an der kolumbianisch-venezolanischen Grenze beheimatet.[3]

  - Lehmanniella Gilg: Die nur zwei Arten kommen in Peru und Kolumbien vor.[3]
  - Macrocarpaea (Griseb.) Gilg: Die etwa 90 bis 100 Arten sind von Zentral- bis Südamerika und auf den Großen Antillen verbreitet.[3]
  - Neblinantha Maguire: Die nur zwei Arten sind im nördlichen Südamerika an der brasilianisch-venezolanischen Grenze beheimatet.[3]
  - Prepusa Mart.: Die etwa fünf Arten sind im südöstlichen Brasilien verbreitet.[3]
  - Purdieanthus Gilg: Sie enthält nur eine Art:
    - Purdieanthus pulcher (Hook.) Gilg (Syn.: Lehmanniella pulchra (Hook.) Simonis ex. P.J.M.Maas, Lisianthius pulcher Hook.): Sie ist im nördlichen Südamerika an der kolumbianisch-venezolanischen Grenze beheimatet.[3]

  - Rogersonanthus Maguire & B.M.Boom: Die nur drei Arten sind im nördlichen Südamerika und auf der Insel Trinidad verbreitet.[3]
  - Senaea Taub.: Die nur zwei Arten sind im südöstlichen Brasilien verbreitet.[3]
  - Sipapoantha Maguire & B.M.Boom: Sie enthält nur eine Art:
    - Sipapoantha ostrina Maguire & B.M.Boom: Sie kommt nur in Venezuela vor.[3]

  - Symbolanthus G.Don: Die etwa 30 Arten sind in Costa Rica, Panama und im nördlichen Südamerika verbreitet.[3]
  - Tachia Aubl.: Die etwa 13 Arten sind in Bolivien, Kolumbien, Brasilien und den Guyanas verbreitet.[3]
  - Tetrapollinia Maguire & B.M.Boom: Sie enthält nur eine Art:
    - Tetrapollinia caerulescens (Aubl.) Maguire & B.M.Boom: Sie ist im tropischen Südamerika verbreitet.[3]

  - Wurdackanthus Maguire (oft in Symbolanthus enthalten): Sie enthält höchstens zwei Arten im nördlichen Südamerika.
  - Yanomamua J.R.Grant, Maas & Struwe: Sie enthält nur eine Art:
    - Yanomamua araca E.Dean, Maas & Struwe: Sie kommt nur in der Serra do Araca in Brasilien vor.[8][3]

  - Zonanthus Griseb.: Sie enthält nur eine Art:
    - Zonanthus cubensis Griseb.: Die Heimat ist Kuba.[3]

- Tribus Potalieae Reichenbach: Die wird in drei Subtribus gegliedert und enthält etwa 13 Gattungen mit etwa 154 tropischen Arten:
  - Subtribus Potaliinae: Sie enthält drei Gattungen:
    - Anthocleista R.Br.: Die etwa 15 Arten sind im tropischen Afrika, auf Madagaskar und auf den Komoren verbreitet.
    - Fagraea Thunb.: Die etwa 35 Arten sind von Südostasien über Australien bis auf pazifischen Inseln verbreitet.
    - Potalia Aubl.: Die etwa neun Arten kommen von Costa Rica bis Bolivien vor.[3]

  - Subtribus Faroinae: Sie enthält neun Gattungen:
    - Congolanthus A.Raynal: Sie enthält nur eine Art:
      - Congolanthus longidens (N.E.Br.) A.Raynal: Sie ist im tropischen Afrika in der Zentralafrikanischen Republik, Republik Kongo, in Gabun, Nigeria, Uganda, Tansania sowie in der Demokratischen Republik Kongo verbreitet.

    - Djaloniella P.Taylor: Sie enthält nur eine Art:
      - Djaloniella ypsilostyla P.Taylor: Sie kommt im tropischen Westafrika vor.[4]

    - Enicostema Blume: Von den etwa drei Arten kommt eine im nördlichen Südamerika, Zentralamerika und auf karibischen Inseln vor und zwei Arten kommen in Madagaskar, tropischen Afrika sowie Asien vor.[3]
    - Faroa Welw.: Die etwa 19 Arten sind im tropischen Afrika verbreitet.[4]
    - Karina Boutique: Sie enthält nur eine Art:
      - Karina tayloriana Boutique: Sie kommt nur im Kongo vor.[4]

    - Neurotheca Salisb. ex Benth. & Hook. f.: Von den etwa drei Arten ist eine im nördlichen Südamerika, tropischen Afrika sowie westlichen Madagaskar beheimatet und zwei im tropischen Afrika verbreitet.[3]
    - Oreonesion A.Raynal: Sie enthält nur eine Art:
      - Oreonesion testui A.Raynal: Sie kommt im tropischen Westafrika vor.[4]

    - Pycnosphaera Gilg: Sie enthält nur eine Art:
      - Pycnosphaera buchananii (Bak.) N.E.Br.: Sie kommt im tropischen Afrika vor.[4]

    - Urogentias Gilg & Gilg-Ben.: Sie enthält nur eine Art:
      - Urogentias ulugurensis Gilg & Gilg-Ben.: Sie kommt nur in Tansania nur in den Gebirgsketten Uluguru und Nguru Mountains vor.[4]

  - Subtribus Lisianthiinae: Sie enthält nur eine Gattung:
    - Lisianthius P.Browne (Syn.: Lisianthus P.Browne orth. var., Lecanthus Griseb., Leianthus Griseb.): Die etwa 30 Arten sind in Zentralamerika und auf den Großen Antillen verbreitet.[3]

- Tribus Gentianeae Colla: Sie wird in zwei Subtribus und enthält etwa 17 Gattungen mit etwa 950 Arten:
  - Subtribus Gentianinae: Sie enthält drei Gattungen:
    - Crawfurdia Wall.: Die etwa 16 Arten sind Indien, Bhutan, Sikkim, Myanmar und China (14 Arten) verbreitet.[5]
    - Enziane (Gentiana L.): Die etwa 360 Arten sind hauptsächlich in Asien verbreitet. Jeweils einige Arten kommen in Europa, Nord- sowie Südamerika, im nordöstlichen Afrika und östlichen Australien vor.[3]
    - Tripterospermum Blume: Mit etwa 24 Arten; sie kommen in Ostasien vor.[4]

  - Subtribus Swertiinae: Sie enthält etwa 13 Gattungen:
    - Bartonia Muhl. ex Willd.: Mit etwa vier Arten. Sie kommen in Nordamerika vor.
    - Zwergenziane oder Haarschlünde (Comastoma (Wettst.) Toyok.): Mit etwa sieben bis 25 Arten, die in Europa, Asien und Nordamerika vorkommen.[5] Darunter:
      - Zwerg-Haarschlund (Comastoma nanum (Wulfen) Toyok.)
      - Zarter Haarschlund (Comastoma tenellum (Rottb.) Toyok.)

    - Frasera Walter: Die etwa 15 Arten sind in Nordamerika verbreitet.[4]
    - Kranzenziane (Gentianella Moench): Die etwa 250 Arten sind in Eurasien, Nord- und Südamerika, Afrika und Neuseeland verbreitet.[3]
    - Fransenenziane (Gentianopsis Ma): Die etwa 16 bis 24 Arten sind in den gemäßigten Gebieten der Nordhalbkugel verbreitet.[4]
    - Halenia Borkh.: Von den etwa 80 Arten sind etwa 76 von Zentral- bis Südamerika verbreitet; die anderen etwa vier kommen in Asien und Nordamerika vor.[3]
    - Jaeschkea Kurz: Die zwei[5] bis vier Arten kommen im Himalaja[4] im nördlichen Indien, Kaschmir, Pakistan, Sikkim sowie in China (zwei Arten)[5] vor.
    - Latouchea Franch.: Sie enthält nur eine Art:
      - Latouchea fokienensis Franch.: Sie gedeiht am Straßenrand und in Wäldern in Höhenlagen von 1000 bis 2100 Meter im südöstlichen sowie südwestlichen China in Fujian, Guangdong, Guangxi, Guizhou, Hunan, südöstlichen Sichuan sowie nordöstlichen Yunnan.[5]

    - Tauernblümchen oder Saumnarben (Lomatogonium A.Braun): Mit etwa 21 Arten; sie kommen in den gemäßigten Zonen Eurasiens vor.[4]
    - Megacodon (Hemsl.) Harry Sm.: Die nur zwei Arten kommen im Himalaja in Indien, Nepal, Sikkim, Bhutan und in den chinesischen Provinzen Hubei sowie Sichuan vor.[5]
    - Obolaria L.: Sie enthält nur eine Art:
      - Obolaria virginica L.: Sie ist in den südöstlichen USA verbreitet.

    - Pterygocalyx Maxim.: Sie enthält nur eine Art:
      - Pterygocalyx volubilis Maxim.; sie kommt in Ostasien vor[4]

    - Sumpfenziane oder Tarant (Swertia L.): Die Laubblätter sind quirlig angeordnet. Die etwa 150 sind fast weltweit verbreitet, hauptsächlich in Asien und Afrika, mit jeweils wenigen Arten in Nordamerika und Europa, in China gibt es 75 Arten.[5] Hierher auch:
      - Sumpfenzian (Swertia perennis L.)

    - Veratrilla Baill. ex Franch.: Die nur zwei Arten kommen vom östlichen Himalaja von Indien, Bhutan und Sikkim bis China vor.[5]

- In keine Tribus eingeordnet ist:
  - Voyria Aubl.: Sie sind chlorophylllos mit staubfeinen Samen. Von den etwa 19 Arten sind 18 in der Neotropis verbreitet, nur eine Art (Voyria primuloides Baker) kommt in Westafrika vor[3]; unter diesen Arten ist beispielsweise:
    - Voyria tenella Guild. ex Hook.

Einige Gattungen werden bei verschiedenen Autoren auch in die Familie der Loganiaceae eingeordnet.